# Павлоградська округа
Павлоградська округа — одиниця адміністративного поділу Української СРР, що існувала з квітня 1923 по червень 1926 року. Адміністративний центр — місто Павлоград.

## Історія
Утворена в 1923 році в складі Катеринославської губернії.
1 серпня 1925 року губернії в Україні було скасовано й округа перейшла в пряме підпорядкування Українській СРР.
Станом на 1 січня 1926 року округа ділилась на 12 районів:
- Близнюківський. Центр — селище Близнюки
- Богданівський. Центр — село Богданівка
- Васильківський. Центр — село Васильківка
- Григорівський. Центр — село Григорівка
- Знаменівський. Центр — містечко Знаменівка
- Лозовський. Центр — село Лозова
- Межівський. Центр — село Межова
- Павлоградський. Центр — місто Павлоград
- Перещепинський. Центр — село Перещепине
- Петропавлівський. Центр — містечко Петропавлівка
- Синельниківський. Центр — Синельникове
- Юр'ївський. Центр — село Юр'ївка

17 лютого 1926 р. Богданівський район було розформовано, Пісчанську сільську раду Знаменівського району долучено до Ново-Московського району Катеринославської округи.
У червні-липні 1926 року Павлоградську округу розформовано з віднесенням її території до Катеринославської і Харківської округ.

Карта Павлоградської округи у складі Катеринославської губернії, 1923
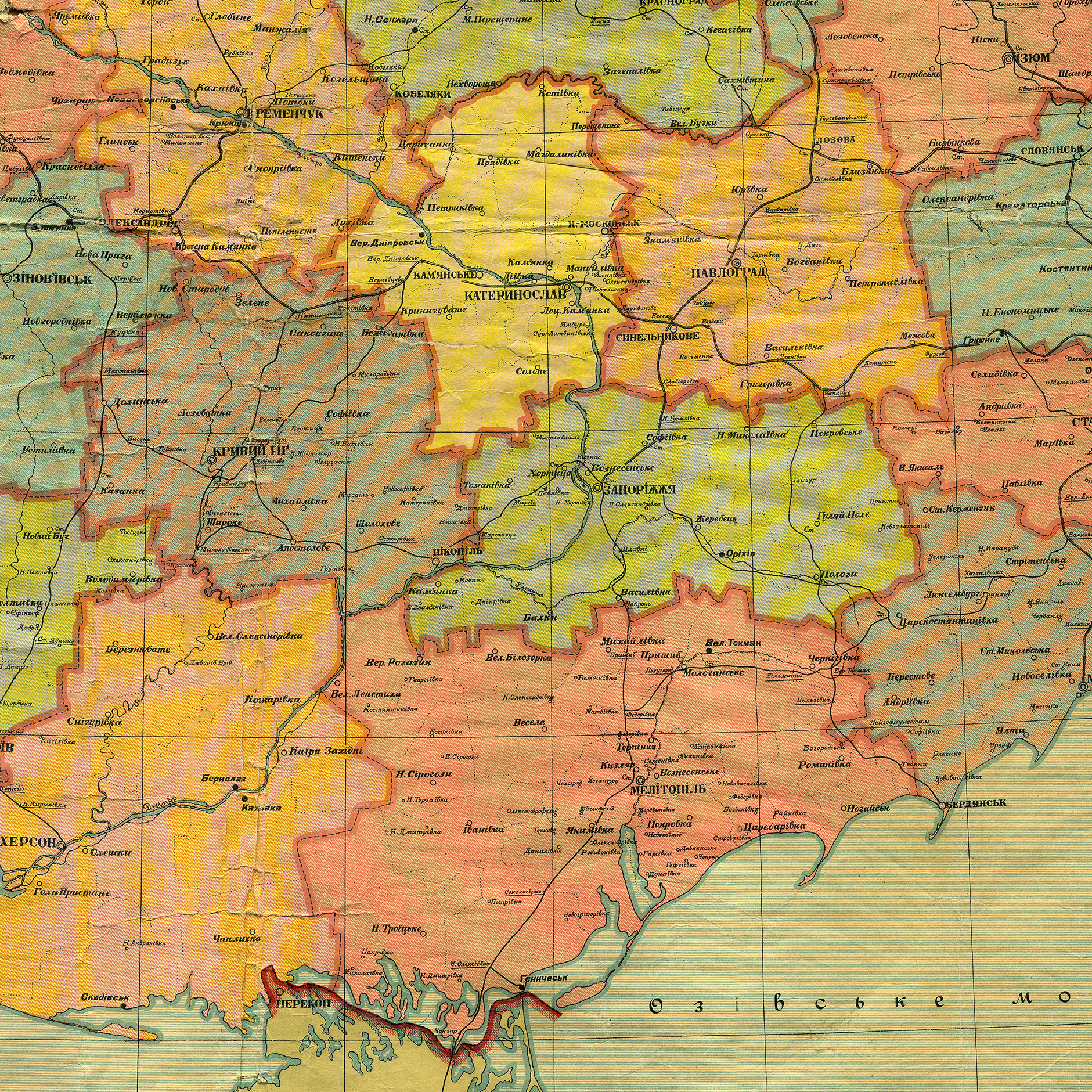
Карта Павлоградської округи, адміністративні межі станом на 1 жовтня 1925
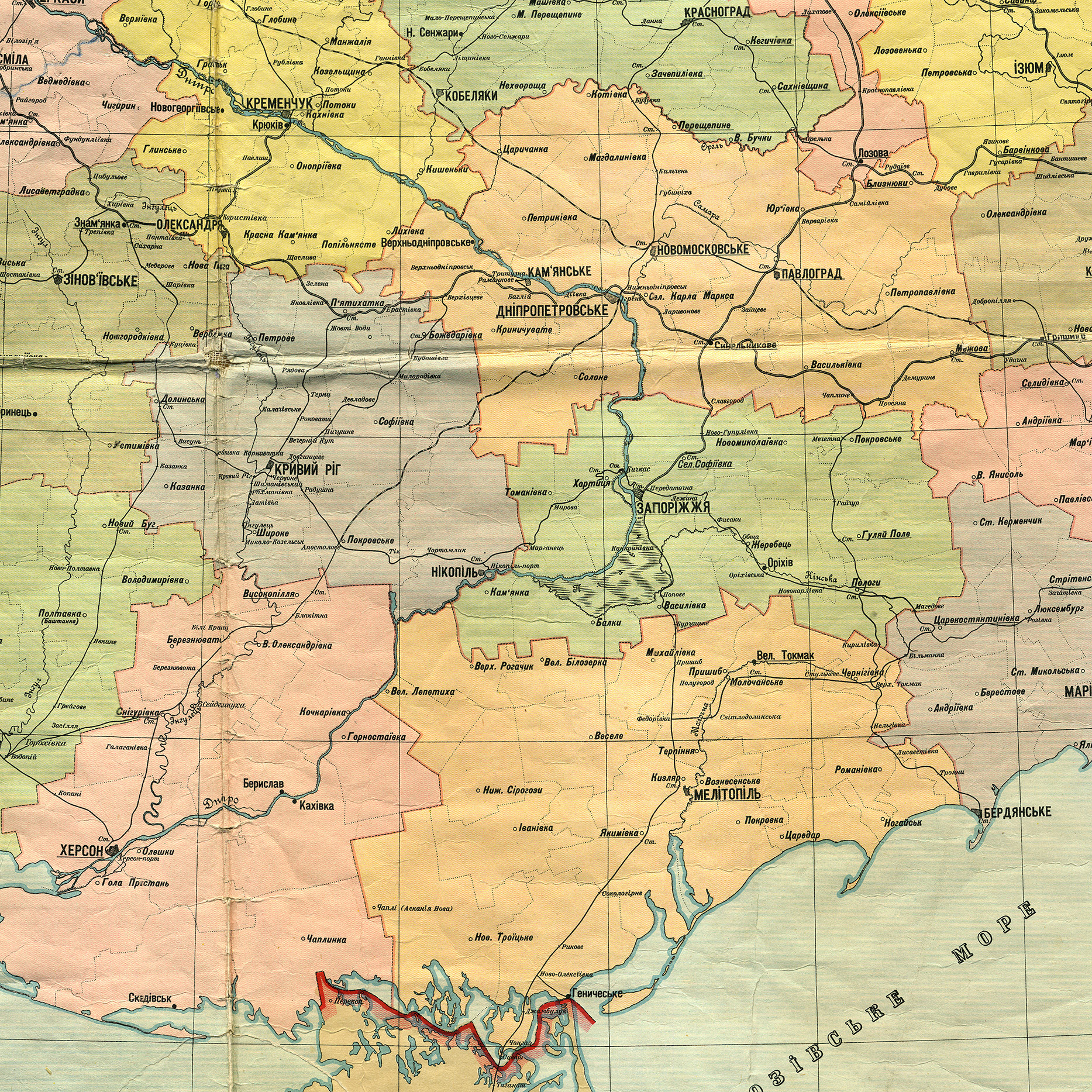
Карта колишньої Павлоградської округи, адміністративні межі станом на 1 березня 1927

## Керівники округи

### Відповідальні секретарі окружного комітетуКП(б)У
- Волкович К. Н. (1923)
- Дискантов Олександр Григорович (1923—.10.1923)
- Барабанов Микола Степанович (.10.1923—1926).

### Голови окружного виконавчого комітету
- Разумов (1923—.03.1924)
- Капранов Микола Євдокимович (.03.1924—1926)
- Шолох Г. М. (1926)